# Yegor Kuzmich Ligachyov
Yegor Kuzmich Ligachyov (còn được dịch là Ligachev; tiếng Nga: Егор Кузьмич Лигачёв; 29 tháng 11 năm 1920 – 7 tháng 5 năm 2021) là chính trị gia Liên Xô và Nga, từng là Bí thư thứ hai Ban Chấp hành Trung ương Đảng Cộng sản Liên Xô (tương đương Thường trực Ban Bí thư), và là người tiếp tục sự nghiệp chính trị tích cực ở nước Nga thời hậu Xô Viết.
Ban đầu là đồng minh của Mikhail Gorbachev, sau đó Ligachyov trở thành kẻ thách thức sự lãnh đạo của Gorbachev.

## Tiểu sử

### Thời trẻ
Yegor Kuzmich Ligachyov sinh ngày 29 tháng 11 năm 1920 tại làng Dubinkino, huyện Kainsk, tỉnh Tomsk,(nay là huyện Chulymsky, tỉnh Novosibirsk) trong một gia đình nông dân nghèo.
Gia đình Ligachov là một gia đình nông dân Siberia cha là Kuzma Antonovich Ligachov (sinh năm 1895) và mẹ là Matryona Kuzminichna Belousova (sinh năm 1897). Họ đã nuôi dạy hai người con trai, con cả là Dmitry (1918-1945) và con thứ là Yegor.
Năm 1937, ông tốt nghiệp trường trung học số 12 Novosibirsk. Khi còn trẻ, trở thành thành viên của Đoàn Thanh niên Cộng sản Lenin (Komsomol), ông bắt đầu cống hiến hết mình cho công tác xã hội, và ông tiếp tục theo học tại Học viện Hàng không Ordzhonikidze.
Năm 1943, ông tốt nghiệp Học viện Hàng không Moskva mang tên Sergo Ordzhonikidze với bằng chế tạo máy bay. Ông bắt đầu sự nghiệp của mình vào tháng 4 năm 1943 ở Novosibirsk tại nhà máy hàng không mang tên V.P.Chkalov (Valery Pavlovich Chkalov), làm kỹ sư quy trình, trưởng nhóm phòng kỹ thuật. Năm 1944, ông tham gia Đảng Cộng sản toàn Liên bang (b). Năm 1944, ông được đề cử vào công tác Đoàn Thanh niên, là bí thư huyện đoàn Dzerzhinsky tỉnh Novosibirsk.

### Tham gia Đảng Cộng sản
Từ năm 1946 ông làm Bí thư Tỉnh đoàn Komsomol Novosibirsk phụ trách tuyên truyền và kích động.
Từ tháng 1 năm 1948 đến tháng 8 năm 1949 - bí thư thứ nhất tỉnh đoàn Komsomol Novosibirsk. Năm 1951, ông được cử đi đào tạo đại học lần thứ hai tại Trường Đảng Cao cấp thuộc Ban Chấp hành Trung ương Đảng Cộng sản toàn Liên bang (b).
Năm 1949-1953 - trưởng ban khoa giáo Thành ủy Novosibirsk Đảng Cộng sản toàn Liên bang (b). 1953-1955 ông làm trưởng ban văn hóa, và năm 1955-1958 - phó chủ tịch ủy ban chấp hành tỉnh Novosibirsk.
Năm 1958-1959 ông là bí thư thứ nhất Huyện ủy Sovetsky Đảng Cộng sản Liên Xô tỉnh Novosibirsk. Năm 1959-1960 - bí thư Tỉnh ủy Novosibirsk Đảng Cộng sản Liên Xô. Vào thời điểm đó, ông đã thể hiện mình trong việc xây dựng Novosibirsk Akademgorodok.
Từ năm 1961 đến năm 1962, ông là Phó trưởng Ban Tuyên truyền và Kích động Trung ương Đảng Cộng sản Liên Xô phụ trách Nga Xô. Từ năm 1962 đến năm 1964, ông là phó trưởng ban tổ chức đảng Trung ương Đảng Cộng sản Liên Xô phụ trách Nga Xô.
Từ năm 1964 đến năm 1965, ông là Phó trưởng Ban Tuyên truyền và Kích động Trung ương Đảng Cộng sản Liên Xô phụ trách Nga Xô.
Từ ngày 26 tháng 11 năm 1965 đến ngày 29 tháng 4 năm 1983, ông là bí thư thứ nhất Tỉnh ủy Tomsk Đảng Cộng sản Liên Xô.
Năm 1983, theo đề xuất của Tổng bí thư Ban Chấp hành Trung ương Đảng Cộng sản Liên Xô Yuri Vladimirovich Andropov, ông được bổ nhiệm làm Trưởng ban Ban Công tác Tổ chức Đảng Trung ương Đảng Cộng sản Liên Xô (1983-1985).
Ligachev nhớ lại: "Sau đó, vào tháng 4 năm 1983, Gorbachev gọi cho tôi và nói:" Yegor, tôi phải gọi và nói chuyện với đồng chí. Có đề xuất rằng đồng chí nên trở thành trưởng ban tổ chức và công tác đảng "... Một lúc sau, khi nói về người có ảnh hưởng đến quyết định bổ nhiệm tôi làm trưởng ban của Andropov, Gorbachev nhận xét rằng Andrei Andreyevich Gromyko đã hỗ trợ việc đó". Điều thú vị là, theo Izyumov, việc bổ nhiệm Ligachev vào chức vụ này bỏ qua sự tham vấn của Chernenko khi đang đi nghỉ. Tại một cuộc họp của Bộ Chính trị năm 1988, chính Ligachev đã nói khi thông qua: "Làm việc ở Siberia, tôi không muốn trở lại Moscow, bất chấp những lời mời nhiều lần. Chỉ dưới thời của các nhà lãnh đạo mới - Andropov và Gorbachev - tôi mới quyết định tham gia phát triển và thực hiện đường lối mới của Đảng".
Ngày 26 tháng 12 năm 1983, ông được bầu làm Bí thư Ban Chấp hành Trung ương Đảng Cộng sản Liên Xô.
Tháng 3 năm 1985, ông ủng hộ việc Mikhail Gorbachev ứng cử vào chức vụ Tổng Bí thư Ban Chấp hành Trung ương Đảng Cộng sản Liên Xô, tuy nhiên, sau đó ông hối hận về quyết định của mình, gọi Gorbachev vào năm 1992 là "sai lầm nhân sự lớn nhất".
Tháng 4 năm 1985, ông được bầu làm Ủy viên Bộ Chính trị Ban Chấp hành Trung ương Đảng Cộng sản Liên Xô. Năm 1985-1988, là Bí thư Trung ương Đảng về công tác tổ chức, Đảng và tư tưởng, trên thực tế ông là người đứng thứ hai trong đảng và nhà nước.
Cho đến năm 1988, ông là một trong những người khởi xướng và chỉ huy Perestroika.
Từ tháng 9 năm 1988 đến năm 1990, ông là Chủ tịch Ủy ban Chính sách Nông nghiệp của Ban chấp hành Trung ương Đảng Cộng sản Liên Xô.
Sau năm 1988, ông liên tục chỉ trích các phương pháp và tốc độ thực hiện các cải cách kinh tế - xã hội và chính trị ở Liên Xô.
Năm 1989-1992 ông là Đại biểu Nhân dân Liên Xô.

### Trong sự sụp đổ của Liên Xô
Tháng 7 năm 1990 ông bị cách chức Bí thư Ban Chấp hành Trung ương và đưa ra khỏi Bộ Chính trị. Kể từ thời điểm đó, ông đã không duy trì quan hệ với Gorbachev.
Trong các sự kiện từ ngày 19 đến ngày 22 tháng 8 năm 1991, Ligachev hỗ trợ Ủy ban Nhà nước về tình trạng khẩn cấp, nhưng không tham gia vào Ủy ban.
Vào tháng 12 năm 1991, ông là một trong những người đã ký kháng nghị lên Tổng thống Liên Xô và Xô viết Tối cao Liên Xô với đề nghị triệu tập Đại hội Đại biểu Nhân dân Liên Xô bất thường.

### Trong nước Nga hiện đại
Từ tháng 2 năm 1993 đến tháng 2 năm 2013 - Ủy viên Ban Chấp hành Trung ương Đảng Cộng sản Liên bang Nga. Từ 01 tháng 7 năm 1995 đến 16 tháng 4 năm 2005 - Phó Chủ tịch - Thư ký Hội đồng Liên minh các Đảng Cộng sản - Đảng Cộng sản Liên Xô. Từ ngày 16 tháng 4 năm 2005 đến ngày 1 tháng 11 năm 2014 - Thư ký Hội đồng Liên minh các Đảng Cộng sản - Đảng Cộng sản Liên Xô.
Năm 1999-2003, ông là Đại biểu Duma Quốc gia Liên bang Nga trong khóa ba từ Đảng Cộng sản Liên bang Nga. Đại biểu lớn tuổi nhất của khóa này. Là đại biểu cao tuổi nhất vào ngày 18 tháng 1 năm 2000, ông khai mạc phiên họp đầu tiên của Duma khóa ba.
Vào tháng 5 năm 2010, ông đã phát biểu trước Bí thư thứ nhất Ban Chấp hành Trung ương Đảng Cộng sản Liên bang Nga Gennady Andreyevich Zyuganov với lá thư, trong đó ông chỉ trích các hành động của Trung ương Đảng Cộng sản Liên bang Nga về việc giải thể Thành ủy Moskva và yêu cầu hủy bỏ các quyết định đã đưa ra. Tại cuộc họp toàn thể của Thành ủy Moskva ngày 25 tháng 6 năm 2010, ông đã tố cáo các phương pháp do Đoàn chủ tịch Trung ương thực hiện đối với tổ chức Moskva cũng như cảnh báo chống lại sự nổi lên trong Đảng Cộng sản Liên bang Nga song quyền của Trung ương và Ủy ban Kiểm tra và Kiểm toán Trung ương.
Trong những năm cuối đời, khi sức khỏe cho phép, Ligachev tiếp tục tham gia vào các công việc của đảng và xã hội. Ông nhận được nhiều thư từ, cuộc gọi từ những người cùng chí hướng, duy trì quan hệ với ban lãnh đạo tỉnh Tomsk và Novosibirsk. Theo lời ông, ông sống bằng lương hưu và tiền bản quyền sách và tiếc rằng thời trẻ ông không "tích lũy giàn khoan, điền trang và tài khoản nước ngoài".
Vào tháng 10 năm 2018, Ligachev yêu cầu sân bay Tomsk (Bogashovo) không được đặt theo tên ông.

### Vấn đề sức khỏe và qua đời
Vào mùa thu năm 2013, ở tuổi 92, ông đã trải qua cuộc phẫu thuật tim. Ở tuổi 98, ông bị trượt chân trong nhà và bị gãy chân. Vào mùa xuân năm 2019, Ligachev bị cảm lạnh và sau đó bị viêm phổi nặng.
Ngày 5 tháng 4 năm 2021, ông được đưa vào Bệnh viện Lâm sàng Trung ương. Vài ngày trước khi qua đời, ông được đưa vào phòng chăm sóc đặc biệt, nơi ông được thở máy. Các bác sĩ chẩn đoán viêm phổi hai bên và rối loạn chức năng tự động, và họ đánh giá tình trạng của chính trị gia là cực kỳ nghiêm trọng.
Ông qua đời vào tối ngày 7 tháng 5 năm 2021, tại Moskva, hưởng thọ 101 tuổi. Được chôn cất vào ngày 11 tháng 5 tại Nghĩa trang Troekurov.

## Gia đình
Anh trai của ông là Dmitry đã tham gia vào Chiến tranh Vệ quốc Vĩ đại và chiến đấu trên đường đến Đức. Ông ấy được chôn cất trong nghĩa trang quân sự ở Weimar.
Vợ ông là Zinaida Ivanovna Ligacheva (tên cũ là Zinovieva) (1919-1997). Cha bà là tham mưu trưởng quân khu Siberia, sư đoàn trưởng Ivan Zinovjevich Zinovjev bị bắn vào năm 1938 do bị thanh trừng. Qua đời vào tháng 6 năm 1997 trong vòng tay của ông sau một trận ốm đau kéo dài.
Con trai - Alexander Egorovich Ligachev (sinh năm 1947) - Tiến sĩ Khoa học Vật lý và Toán học, Đảng viên Đảng Cộng sản Liên bang Nga, giáo sư của Trung tâm Nghiên cứu Khoa học Tự nhiên, nhà nghiên cứu hàng đầu Viện Prokhorov Vật lý đại cương của Viện Hàn lâm Khoa học Nga.
Cháu trai Alexei, người đã học tại Học viện Quân sự Bộ Quốc phòng Liên Xô, (sinh năm 1971) và một chắt trai Yegor (sinh năm 2000).
Yegor Kuzmich là một người tuân thủ lối sống lành mạnh và sự tỉnh táo không chỉ bằng lời nói, ông chơi thể thao, trượt tuyết.

## Đánh giá
Trong những năm ông làm bí thư thứ nhất Tỉnh ủy Tomsk Đảng Cộng sản Liên Xô, ngành công nghiệp sản xuất dầu đã được triển khai, đường ống dẫn dầu Aleksandrovskoye-Anzhero-Sudzhensk và các đường dây tải điện mới được lắp đặt, các đơn vị hành chính Strezhevoy và Kedrovy được thành lập, một số khu định cư cho các nhà địa chất, công nhân dầu mỏ và người khai thác gỗ xuất hiện ở vùng Tomsk, cảng hàng không và sông, cầu qua sông Ob và Tom, đường ô tô, đường sắt Asino - Bely Yar, sân bay Bogashyovo được xây dựng (1968), nhà máy hóa dầu Tomsk được đưa vào hoạt động. Các tổ chức xây dựng lớn, các doanh nghiệp mạnh trong ngành xây dựng với các viện thiết kế, với các nhà máy sản xuất vật liệu xây dựng và kết cấu được thành lập.
Là bí thư thứ nhất Tỉnh ủy Tomsk Đảng Cộng sản Liên Xô, ông đã đóng góp rất nhiều vào việc giải quyết các vấn đề xã hội của người dân Tomsk. Dưới thời ông đã đưa vào vận hành đường ống cung cấp nhiệt cho Tomsk từ Tổ hợp Hóa chất Siberian và đường ống dẫn nước từ các nguồn nước ngầm. Xây dựng trường học, bệnh viện, nhà ở hàng ngày và cửa hàng tăng lên. Hàng ngàn người đã chuyển từ doanh trại và tầng hầm đến nhà ở tiện nghi. Các sân bay được xây dựng ở Kolpashev, Strezhev. Khu liên hợp nông nghiệp lớn sản xuất sữa, thịt, trứng, rau được xây dựng. Tomsk trước đây phải nhập khẩu một phần đáng kể của các sản phẩm thực phẩm từ các vùng khác của đất nước, bắt đầu cung cấp các sản phẩm thực phẩm cho các khu vực khác.
Trong thời kỳ ông lãnh đạo ở Tomsk, lĩnh vực khoa học và văn hóa của tỉnh đã phát triển: hai trung tâm khoa học lớn được thành lập - các chi nhánh của Học viện Khoa học Liên Xô và Học viện Khoa học Y tế Liên Xô, các tòa nhà của Cung Thể thao (1973), Nhà hát kịch (1978), các xưởng dành cho nghệ sĩ và các đối tượng khoa học và văn hóa khác đã được xây dựng. Tổ chức chuyên ngành đầu tiên về trùng tu các di tích kiến trúc ở Tomsk được thành lập - Tomsk Restavratsiya (1976), bắt đầu triển khai công việc trùng tu các hiện vật, chủ yếu là kiến trúc bằng gỗ. Một bảo tàng nghệ thuật đã được khai trương.
Ligachev tích cực hỗ trợ sự phát triển dự án Hệ thống điều khiển công nghiệp (ICS) ở tỉnh, được thực hiện dưới sự lãnh đạo của Felix Ivanovich Peregudov, chính quyền tỉnh do ông lãnh đạo đã đạt được việc đưa Tomsk vào danh sách thử nghiệm trong bốn thành phố xây dựng các trung tâm máy tính sử dụng tập thể, như một phần về việc thử nghiệm ý tưởng về các trung tâm lãnh thổ trong dự án OGAS (Hệ thống xử lý thông tin quốc gia của Liên Xô tạo ra một mạng thông tin toàn quốc) của Viện sĩ Victor Mikhailovich Glushkov.
"Tôi thích năng lượng và sự quyết đoán của ông ấy. Làm việc ở Trung ương Đảng, tôi thường xuyên liên lạc với Ligachev với tư cách là Bí thư thứ nhất Tỉnh ủy Tomsk, thấy ông ấy chân thành muốn làm nhiều hơn cho tỉnh của mình... Ligachev nổi bật trong số các bí thư thứ nhất Tỉnh ủy không chỉ vì sự nhạy bén trong kinh doanh của ông ấy, mà còn vì cách nhìn và văn hóa chung của anh ấy".
- M. Gorbachev

Theo Valery Ivanovich Skurlatov, người biết Ligachev, ông "tạo ấn tượng về một nhà binh yêu nước, người luôn chủ động và tập trung vào hiện đại hóa - ít nhất là về mặt công nghệ".
Yegor Ligachev được ghi nhận với sáng kiến và tham gia tích cực vào việc thực hiện chiến dịch chống rượu được phát động vào ngày 7 tháng 5 năm 1985. Trong cuốn sách The Red Dozen của Yevgeny Dodolev, "Sự sụp đổ của Liên Xô: Họ chống lại", trích lời thú nhận của Ligachev về chiến lược sai lầm của chiến dịch này. Chính ông đã xác nhận điều này bằng cách nói rằng ông "là người tổ chức và chỉ huy tích cực nhất việc chống rượu đó", nói thêm: "Chúng tôi muốn nhanh chóng giúp mọi người thoát khỏi cơn say. Nhưng chúng tôi đã nhầm. Phải mất nhiều năm chính sách chống rượu tích cực và thông minh mới có thể giải quyết được tình trạng say xỉn".
Ông cũng bị đổ lỗi cho chiến dịch chống lại hợp tác xã Pechora và người đứng đầu nó, người tổ chức những người khai thác vàng thủ công, Vadim Ivanovich Tumanov.
Về nghi vấn Ligachev tham gia đề cử Boris Yeltsin, người ta lưu ý rằng ông đã chuyển sự chú ý của mình sang Yeltsin theo ý muốn của Andropov. Leonid Mlechin chỉ ra: "Ligachev nhiều lần nhắc lại việc Andropov đã gọi anh ta từ bệnh viện vào cuối tháng 12 năm 1983 và yêu cầu anh ta thỉnh thoảng đến thăm Sverdlovsk và 'xem xét' Yeltsin ... Khi đó Andropov không có thời gian để đề cử Yeltsin". Gorbachev nhớ lại rằng trong chuyến đi đến Sverdlovsk, Ligachev "đã gọi điện từ đó suốt đêm, không thể chịu nổi: "Mikhail Sergeyevich, đây là người của chúng ta! Chúng ta phải đưa anh ta đi", và khi nảy sinh vấn đề về việc thay thế bí thư thứ nhất Thành ủy Moskva Viktor Vasilyevich Grishin, Gorbachev "quyết định thử Yeltsin". Theo Alexander Khinshtein, Yeltsin đã gây ấn tượng với Ligachev ("Một công nhân quy mô lớn, ông ấy sẽ có thể lãnh đạo công việc kinh doanh") và theo đề nghị của ông, vào tháng 4 năm 1985 Yeltsin tham gia vào bộ máy của Trung ương Đảng Cộng sản Liên Xô, và sau đó "Gorbachev đề nghị 'xem xét' đưa Yeltsin làm Bí thư Trung ương Đảng Cộng sản Liên Xô. Phù hợp cho chức danh bí thư thứ nhất Moskva". Gorbachev thích Yeltsin vì hoạt động của ông, "cách tiếp cận độc đáo". Yuri Anatolievich Prokofiev lưu ý rằng Evgeny Zotovich Razumov, Phó trưởng ban thứ nhất Ban Công tác Tổ chức Đảng Trung ương Đảng Cộng sản Liên Xô, "ba lần phản đối đề xuất của Ligachev đối với Yeltsin: cả khi ông được đề nghị làm bí thư Thành ủy Moskva, và khi - làm bí thư Trung ương".
Nguyên Bí thư thứ nhất Thành ủy Moskva Đảng Cộng sản Liên Xô giai đoạn 1989-1991, Yuri Anatolievich Prokofiev đã viết:
"Tôi biết ít nhất ba 'sai lầm cơ bản' của Ligachev: Yeltsin là người được đề cử, Travkin do anh ấy đề xuất và Korotich mà anh ấy đưa vào 'Ogoniok'. Đó là lý do tại sao tôi có thái độ mâu thuẫn với Yegor Kuzmich".

Vitaly Korotich đã nói về ông như thế sau:
"Tính cách của Ligachev không có ác ý; anh ấy nói những gì anh ấy nghĩ. Anh ấy không phải là người có một âm mưu bí mật và đảo chính, nhưng muốn công khai lôi kéo đa số trong Bộ Chính trị và Trung ương về phía mình".

Valentin Chikin, tổng biên tập của Sovetskaya Rossiya, nói về Ligachev: 
"Một người đàn ông kinh điển của Đảng đã cống hiến hàng chục năm cho công tác của Đảng. Tất cả những điều chúng tôi viết trong 'đơn xin kết nạp' của mình, toàn bộ bản chất luật lệ đều được thể hiện trong ông ấy: niềm tin và lòng trung thành, sự tin tưởng và tôn trọng, công bằng và siêng năng. Hóa thân theo luật lệ này luôn nâng cao ông lên trên chúng ta và ngăn chặn ông như một bức tường đá. Đối với ông, cơ quan quyền lực cao hơn của đảng - ý tôi là tổng bí thư - là tất cả. Ligachev thậm chí không mảy may nghĩ đến việc lợi dụng chức vụ của mình".

Nguyên bí thư thứ nhất Trung ương Đoàn Ukraine Anatoly Matvienko nhớ lại:
"Yegor Ligachev, Ủy viên Bộ Chính trị Ban Chấp hành Trung ương Đảng Cộng sản Liên Xô chính thống đến mức nào, nhưng vì một lý do nào đó mà ông cũng ủng hộ phong trào thương mại ở Komsomol, tổ chức hợp tác xã, trung tâm khoa học kỹ thuật,v.v."

Như Vladislav Vladimirovich Mukhin ghi chép, Ligachev là người ủng hộ việc phi quốc gia hóa nền kinh tế, tin rằng các tập thể lao động nên trở thành chủ sở hữu hoàn toàn của các doanh nghiệp của họ.
Nguyên Hiệu trưởng Trường Đại học Kiến trúc và Kỹ thuật Xây dựng tỉnh Tomsk, Boris Alekseevich Maltsev: "Chỉ có Ligachev không cho phép chạm vào và thay đổi trung tâm lịch sử của Đại lộ Tomsk - Lenin. Điều này không nên làm trong mọi trường hợp. Đã có lúc tôi háo hức đến đó, và cảm ơn Yegor Kuzmich vì đã giữ chúng tôi, những người trẻ tuổi, ra khỏi trung tâm lịch sử. Tomsk hẳn vẫn là một thành phố cổ".

### Chỉ trích
Trong nhiệm kỳ của Ligachev là Bí thư thứ nhất Tỉnh ủy Tomsk, bất chấp sự phản đối của công chúng, các tòa nhà có giá trị về mặt lịch sử và kiến trúc như trung tâm mua sắm Gostiny Dvor trước đây và trường đua ngựa đã bị phá hủy, và hồ bơi được xây dựng sau đó nhưng do một số thiếu sót và vi phạm nghiêm trọng về công nghệ xây dựng, khiến nó không thể tiếp tục sử dụng như dự kiến, và sau đó buộc phá hủy hoàn toàn, mặc dù các hồ bơi đã được xây dựng từ những năm trước đó ở các thành phố khác theo đến cùng một thiết kế vẫn sử dụng được.

## Câu nói
- Tác giả của câu nói cửa miệng "Chết tiệt, tôi thực sự muốn làm việc!", Một câu nói bắt nguồn từ bài phát biểu tại Hội nghị toàn thể Trung ương Đảng Cộng sản Liên Xô (ngày 6 tháng 2 năm 1990).
- Tác giả của câu nói "Boris, bạn sai rồi!", Nói với Boris Yeltsin vào năm 1988 tại Hội nghị Đảng lần thứ XIX.
- Về "voi ma mút".
Vì vậy, bạn đang nói rằng tôi là một con khủng long có nguy cơ tuyệt chủng? Voi ma mút? Bạn đã bao giờ nghĩ đến việc sau kỷ nguyên khủng long, kỷ nguyên chuột bắt đầu? Bạn sẽ hối 
Ligachev nói với Vitaly Korotich
- "Đối với doanh nghiệp nhỏ, Đảng Cộng sản liên tục chủ trương tạo điều kiện thuận lợi cho nó" Yegor Ligachev viết trong bài báo năm 2008 của mình, "Nhưng trong khi vị trí này chủ yếu là do nhu cầu cải thiện dịch vụ cho người dân, cho tổng thống (của Liên bang Nga) sự phát triển của doanh nghiệp nhỏ là cần thiết để hình thành cơ sở xã hội rộng rãi của nó dưới hình thức cái gọi là tầng lớp trung lưu". Ở đó, ông cũng lưu ý: "Bây giờ giai cấp công nhân đang được đổi mới, công nhân kỹ thuật và công nghiệp đang đổ vào đó, vẫn là lực lượng đi đầu trong cuộc đấu tranh vì sức mạnh của nhân dân, vì chủ nghĩa xã hội. Họ muốn thay thế phần lớn bằng người di cư, lao động nước ngoài. Quá trình này đã được thực hiện đầy đủ".

## Trao thưởng
- 2 Huân chương Lenin (1970, 1980);
- Huân chương Cách mạng Tháng Mười (1976);
- Hai Huân chương Cờ Đỏ Lao Động (28/10/1948, 1967);
- Huân chương Chiến tranh Vệ quốc (23 tháng 4 năm 1985);
- Huân chương Danh dự (1957);
- Huân chương "Kỷ niệm 100 năm ngày sinh của Vladimir Ilyich Lenin" (1970);
- Huân chương "Vì Lao động Anh dũng trong Chiến tranh Vệ quốc Vĩ đại 1941-1945."  (Năm 1945);
- Huân chương "Vì sự phát triển của vùng đất mới" (1957);
- Huân chương "Ba mươi năm chiến thắng trong cuộc chiến tranh vệ quốc vĩ đại 1941-1945." (1975)
- Công dân danh dự tỉnh Tomsk (20/11/2000);
- Huân chương "Vì những đóng góp xuất sắc cho sự phát triển của Siberia" (Chi nhánh Siberi của Viện Hàn lâm Khoa học Nga, 2003);
- Huân chương "Tomsk Quang vinh" (vùng Tomsk, 20/05/2014);
- Công dân danh dự của thành phố Tomsk (27/11/2015)